# Georgisch voetbalelftal onder 21 (mannen)
Het Georgisch voetbalelftal onder 21 is het voetbalelftal voor Georgische spelers onder de 21 jaar. De leeftijdsgrens geldt steeds bij aanvang van de kwalificatie voor het eindtoernooi. In 2023 fungeerde Georgië samen met Roemenië als gastland bij het EK voetbal onder 21. Georgië was hierdoor automatisch gekwalificeerd voor de eindronde, het was de eerste keer dat Georgië meedeed aan de eindronde van het EK voetbal onder 21.

## Prestaties op eindronden

### EK onder 21
| Jaar        | Resultaat                                 | WG                           | W                            | G                            | V                            | DV                           | DT                           |
| ----------- | ----------------------------------------- | ---------------------------- | ---------------------------- | ---------------------------- | ---------------------------- | ---------------------------- | ---------------------------- |
| 1960 – 1994 | Onderdeel van de Sovjet-Unie              | Onderdeel van de Sovjet-Unie | Onderdeel van de Sovjet-Unie | Onderdeel van de Sovjet-Unie | Onderdeel van de Sovjet-Unie | Onderdeel van de Sovjet-Unie | Onderdeel van de Sovjet-Unie |
| 1996        | Niet gekwalificeerd                       | Niet gekwalificeerd          | Niet gekwalificeerd          | Niet gekwalificeerd          | Niet gekwalificeerd          | Niet gekwalificeerd          | Niet gekwalificeerd          |
| 1998        | Niet gekwalificeerd                       | Niet gekwalificeerd          | Niet gekwalificeerd          | Niet gekwalificeerd          | Niet gekwalificeerd          | Niet gekwalificeerd          | Niet gekwalificeerd          |
| 2000        | Niet gekwalificeerd                       | Niet gekwalificeerd          | Niet gekwalificeerd          | Niet gekwalificeerd          | Niet gekwalificeerd          | Niet gekwalificeerd          | Niet gekwalificeerd          |
| 2002        | Niet gekwalificeerd                       | Niet gekwalificeerd          | Niet gekwalificeerd          | Niet gekwalificeerd          | Niet gekwalificeerd          | Niet gekwalificeerd          | Niet gekwalificeerd          |
| 2004        | Niet gekwalificeerd                       | Niet gekwalificeerd          | Niet gekwalificeerd          | Niet gekwalificeerd          | Niet gekwalificeerd          | Niet gekwalificeerd          | Niet gekwalificeerd          |
| 2006        | Niet gekwalificeerd                       | Niet gekwalificeerd          | Niet gekwalificeerd          | Niet gekwalificeerd          | Niet gekwalificeerd          | Niet gekwalificeerd          | Niet gekwalificeerd          |
| 2007        | Niet gekwalificeerd                       | Niet gekwalificeerd          | Niet gekwalificeerd          | Niet gekwalificeerd          | Niet gekwalificeerd          | Niet gekwalificeerd          | Niet gekwalificeerd          |
| 2009        | Niet gekwalificeerd                       | Niet gekwalificeerd          | Niet gekwalificeerd          | Niet gekwalificeerd          | Niet gekwalificeerd          | Niet gekwalificeerd          | Niet gekwalificeerd          |
| 2011        | Niet gekwalificeerd                       | Niet gekwalificeerd          | Niet gekwalificeerd          | Niet gekwalificeerd          | Niet gekwalificeerd          | Niet gekwalificeerd          | Niet gekwalificeerd          |
| 2013        | Niet gekwalificeerd                       | Niet gekwalificeerd          | Niet gekwalificeerd          | Niet gekwalificeerd          | Niet gekwalificeerd          | Niet gekwalificeerd          | Niet gekwalificeerd          |
| 2015        | Niet gekwalificeerd                       | Niet gekwalificeerd          | Niet gekwalificeerd          | Niet gekwalificeerd          | Niet gekwalificeerd          | Niet gekwalificeerd          | Niet gekwalificeerd          |
| 2017        | Niet gekwalificeerd                       | Niet gekwalificeerd          | Niet gekwalificeerd          | Niet gekwalificeerd          | Niet gekwalificeerd          | Niet gekwalificeerd          | Niet gekwalificeerd          |
| 2019        | Niet gekwalificeerd                       | Niet gekwalificeerd          | Niet gekwalificeerd          | Niet gekwalificeerd          | Niet gekwalificeerd          | Niet gekwalificeerd          | Niet gekwalificeerd          |
| 2021        | Niet gekwalificeerd                       | Niet gekwalificeerd          | Niet gekwalificeerd          | Niet gekwalificeerd          | Niet gekwalificeerd          | Niet gekwalificeerd          | Niet gekwalificeerd          |
| 2023        | Gekwalificeerd als gastheer - Kwartfinale | 4                            | 1                            | 2                            | 1                            | 5                            | 3                            |
| Totaal      | 1/15                                      | 4                            | 1                            | 2                            | 1                            | 5                            | 3                            |